# Jamsil Arena
Jamsil Arena (tiếng Hàn: 잠실체육관), còn được gọi là Sân vận động trong nhà Jamsil, là một nhà thi đấu thể thao nằm ở Seoul, Hàn Quốc. Nhà thi đấu này là một phần của Khu liên hợp thể thao Seoul. Nhà thi đấu có sức chứa 11.069 chỗ ngồi cho các trận đấu bóng rổ. Nhà thi đấu này được xây dựng từ tháng 12 năm 1976 đến tháng 4 năm 1979. Nơi đây thường được sử dụng cho các môn thể thao trong nhà cũng như các sự kiện giải trí. Đây là sân nhà của đội bóng rổ Seoul Samsung Thunders.

## Sự kiện
Năm 1985, giải bóng đá trong nhà đầu tiên của Hàn Quốc được tổ chức tại đây. Đại hội Thể thao châu Á 1986 đã sử dụng địa điểm này để đăng cai môn bóng chuyền. Năm 1988, Jamsil Arena tổ chức các trận thi đấu môn bóng chuyền và bóng rổ trong khuôn khổ Thế vận hội Mùa hè 1988. Ngoài ra, đây cũng là nơi làm lễ tuyên thệ nhậm chức cho Tổng thống Hàn Quốc Jeon Du-hwan vào đầu thập niên 1980.
Jamsil Arena tổ chức nội dung bóng rổ và bóng chuyền của Thế vận hội Mùa hè 1988. Nó cũng được sử dụng để tổ chức sự kiện giải trí, bao gồm sự kiện và biểu diễn World Wrestling Entertainment (WWE), bởi Iron Maiden, Alicia Keys, Muse, Nine Inch Nails, Incubus, và nhóm nhạc Nhật Bản L'Arc-en-Ciel,...

### Hòa nhạc
| Danh sách các buổi hòa nhạc tại Nhà thi đấu Jamsil | Danh sách các buổi hòa nhạc tại Nhà thi đấu Jamsil | Danh sách các buổi hòa nhạc tại Nhà thi đấu Jamsil                                                                 | Danh sách các buổi hòa nhạc tại Nhà thi đấu Jamsil                                                                      |
| Năm                                                | Ngày tháng                                         | Nghệ sĩ | Sự kiện |
| -------------------------------------------------- | -------------------------------------------------- | --- | --- |
| 2001                                               | 31 tháng 5                                         | Westlife | Where Dreams Come True Tour                                                                                             |
| 2004                                               | 2 tháng 3                                          | Slipknot | The Subliminal Verses World Tour                                                                                        |
| 2006                                               | 6 tháng 9                                          | Westlife | Face to Face Tour |
| 2007                                               | 7 tháng 3                                          | Muse | Black Holes and Revelations Tour                                                                                        |
| 2008                                               | 7 tháng 8                                          | Alicia Keys | As I Am Tour |
| 2008                                               | 21, 22 tháng 6                                     | Big Bang | Global Warming Tour |
| 2010                                               | 12 tháng 12                                        | BEAST | WELCOME TO BEAST AIRLINE                                                                                                |
| 2011                                               | 11 tháng 1                                         | Sting & Royal Philharmonic Orchestra                                                                               | Symphonicity Tour |
| 2011                                               | 2, 3 tháng 9                                       | 2PM | 2PM "Hands Up" Asia Tour                                                                                                |
| 2012                                               | 19 tháng 5                                         | Kim Junsu | XIA 1st World Tour Concert                                                                                              |
| 2012                                               | 7 tháng 7                                          | Wonder Girls | Wonder World Tour |
| 2012                                               | 15 tháng 9                                         | Maroon 5 | Overexposed Tour |
| 2013                                               | 25, 26 tháng 5                                     | CNBLUE | CNBLUE Blue Moon World Tour 2013                                                                                        |
| 2013                                               | 21, 22 tháng 6                                     | 2PM | 2PM Live Tour in Seoul – "What Time Is It" – The Grand Finale                                                           |
| 2013                                               | 14 tháng 12                                        | DSP Media | DSP Festival |
| 2014                                               | 19, 20, 21 tháng 9                                 | Super Junior | Super Show 6 |
| 2014                                               | 3, 4 tháng 10                                      | 2PM | 2PM World Tour "GO CRAZY!"                                                                                              |
| 2014                                               | 4 tháng 2                                          | Michael Bublé | To Be Loved Tour |
| 2015                                               | 22,23 tháng 8                                      | Apink | Pink Island |
| 2016                                               | 26, 27 tháng 3                                     | BTOB | BTOB Born to Beat Encore 2016                                                                                           |
| 2016                                               | 9 tháng 4                                          | Il Divo | Amor & Pasión Tour |
| 2016                                               | 30 tháng 4                                         | Wheesung & K.Will                                                                                                  | Wheesung & K.Will Tour [Bromance Show] in Seoul 2016                                                                    |
| 2016                                               | 30, 31 tháng 7                                     | Seventeen | ‘LIKE SEVENTEEN – Shining Diamond’                                                                                      |
| 2016                                               | 6, 7 tháng 8                                       | J.Y. Park, Wonder Girls, Jo Kwon, 2PM, Min, Fei, Baek A Yeon, Park Ji-min, Got7, Bernard Park, G.Soul, Day6, Twice | JYP Nation "Mix & Match" 2016                                                                                           |
| 2016                                               | 27 tháng 9                                         | Pentatonix | Pentatonix World Tour                                                                                                   |
| 2017                                               | 21, 22 tháng 1                                     | SECHSKIES | Yellow Note Final In Seoul                                                                                              |
| 2017                                               | 12, 13, 14 tháng 5                                 | VIXX | VIXX Live Fantasia |
| 2017                                               | 2, 3, 4 tháng 6                                    | Highlight | Highlight Live 2017 – Can You Feel It?                                                                                  |
| 2017                                               | 17, 18 tháng 6                                     | Twice | Twice 1st Tour – Twiceland – The Opening                                                                                |
| 2017                                               | 26, 27 tháng 8                                     | Taeyang | White Night World Tour                                                                                                  |
| 2017                                               | 12 tháng 9                                         | The Chainsmokers                                                                                                   | Memories Do Not Open Tour                                                                                               |
| 2017                                               | 30 tháng 9 1 tháng 10                              | TVXQ | TVXQ! Special Comeback Live - YouR PresenT                                                                              |
| 2017                                               | 14, 15 tháng 10                                    | TAEMIN | TAEMIN 1st Solo Concert “OFF-SICK〈on track〉”                                                                          |
| 2017                                               | 9, 10 tháng 12                                     | IU | IU Tour Concert 2017 |
| 2017                                               | 15, 16, 17 tháng 12                                | Super Junior | Super Show 7 |
| 2017                                               | 21, 22, 23 tháng 12                                | Highlight | Highlight Live 2017 – Celebrate                                                                                         |
| 2018                                               | 4, 5, 6 tháng 5                                    | Got7 | GOT7 2018 World Tour - Eyes On You                                                                                      |
| 2018                                               | 18, 19, 20 tháng 5                                 | Twice | Twice 2nd Tour – Twiceland Zone 2 – Fantasy Park                                                                        |
| 2018                                               | 28, 29, 30 tháng 6 1 tháng 7                       | Seventeen | Ideal Cut 2018 |
| 2018                                               | 20, 21 tháng 10                                    | TAEYEON | Taeyeon Concert |
| 2018                                               | 7, 8 tháng 11                                      | Charlie Puth | Voicenotes Tour |
| 2023                                               | 25,26 tháng 2                                      | aespa | aespa 2023 World Tour - SYNK : HYPER LINE                                                                               |
| 2023                                               | 17.18 tháng 6                                      | (G)I-DLE | 2023 (G)I-DLE WORLD TOUR "I am FREE-TY                                                                                  |
| 2023                                               | 7,8 tháng 10                                       | IVE | IVE The 1st World Tour SHOW WHAT iHAVE - Jamsil Arena - 1988 Summer Olympics official report. Volume 1. Part 1. p. 164. |